# Bras (hydrographie)
Pour les articles homonymes, voir Bras.

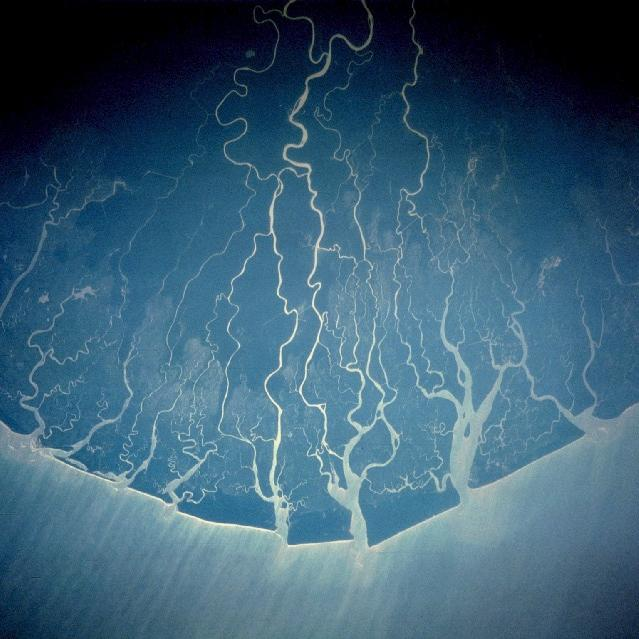
Image satellite des bras du Niger dans son delta.

En hydrographie, un bras est une division d'un écoulement de fleuve ou de rivière que partagent une ou plusieurs îles,,.
Dans un delta, le fleuve se divise en plusieurs bras, comme c'est le cas pour le delta du Rhône en Camargue avec le Grand-Rhône et le Petit-Rhône, ou pour le delta du Rhin.